# Kirisima Szatosi
Kirisima Szatosi (japánul: 桐島聡) (Kannabe, 1954. január 9. – Kamakura, 2024. január 29.) japán szélsőbaloldali aktivista és merénylő. Közel fél évszázadig az ország legkeresettebb férfije volt, akit körözöttként a rendőrség hiába próbált kézre keríteni. Kirisima még halála előtt fedte fel kilétét, amikor rákos betegen egy Tokió melletti város klinikájára került.

## Élete
Egy Hirosima mellett fekvő városkában született. Középiskolai tanulmányait Hirosimában végezte, majd 1972 áprilisától a fővárosban tanult, a Meidzsi Gakuin Egyetem jogi karán. Itt megismerkedett két szélsőbaloldalival, Josimasza Kurokavával és Juicsi Ugagamival, akiknek hatására radikalizálódott és 1974 körül csatlakozott a Kelet-Ázsia Japánellenes Fegyveres Frontja elnevezésű terrorista csoporthoz, amit szoros kapcsolatok fűztek a Vörös Hadsereg Frakcióhoz is Európában. A terrorszervezethez japán óriásvállalatok elleni merényletek voltak már köthetők az 1970-es évek eleje óta. Kirisima a csoport Skorpió nevű osztagának tagja volt, amely ezen támadásokat véghez is vitte.
Már 1975. április 19-én részt vett egy pokolgépes merényletben Ginzában, a Koreai Gazdasági Kutatóintézet irodájának közelében, ahol akkor senki nem halt meg, de jelentős károk keletkeztek. Feltételezések szerint Kirisimának köze lehetett a Mitsubishi Heavy Industries Ltd. ellen elkövetett robbantáshoz is, amelyben nyolc ember halt meg, és százhatvanöt személy megsérült, ezenkívül négy másik merénylethez is 1974 decembere és 1975 májusa között.
A ginzai merényletet követően a rendőrség körözést adott ki Kirisima ellen, és sikerült is 1975. május 19-én letartóztatni Josimasza lakhelyén, miként a Fegyveres Front több másik tagját. Kirisima ekkor egy étteremben volt részmunkaidős dolgozó, és arra is gondolt, hogy elmenekül Japánból.
Az őrizeteseket a hatóságok végül 1977-ben elengedték a Japán Vörös Hadsereg nevű szélsőbaloldali terrorcsoport követelésére, amely abban az évben Bangladesben eltérítette a Japan Airlines egyik utasszállítóját.

## A bujkálás évtizedei
Kirisima, élve a lehetőséggel, eltűnt és bujkálni kezdett. 1989 és 1990 között a tíz legkeresettebb bűnöző között tartották számon Japánban. Csak 1987-ben vagy hétmillió, országszerte kifüggesztett körözési lapon szerepelt a fotója. Tartózkodási helye hosszú ideig ismeretlen volt. Egyedül csak őt nem tudták eljárás alá vonni a Kelet-Ázsia Japánellenes Fegyveres Front tagjai közül. Olykor felröppentek hírek állítólagos haláláról is.
Meg nem erősített információk alapján, amit az Aszahi japán televíziós csatorna és a Japan Times adott ki, Kirisima álnéven Fudzsiszavában, egy építőipari cégnél dolgozott, ahol készpénzben vette fel a fizetését, nem volt se társadalom-, se egészségbiztosítása, esetleges orvosi költségeit is saját zsebből fedezte.
Időközben Kirisima nemcsak a legkeresettebb bűnözővé, de ikonná is vált, mivel körözési fotója alapján (amely egyetemistaként készült még róla) halloweeni maszkot is alkottak.

## Halála
Kirisima már halálos betegen, de álnéven tért be egy tokiói kórházba 2024. január 25-én, ahová mint végstádiumú beteget, gyomorrákkal vették fel. Rövidesen elárulta valódi nevét (talán mert már előtte felismerte a kórház személyzete), mondván: szembe akar nézni a múltjával. A rendőrség az értesítést követően hozzákezdett Kirisima DNS vizsgálattal történő azonosításához. Őrizetbe vették, viszont továbbra is fenntartották orvosi kezelését.
Amennyiben Kirisima bíróság elé kerül, úgy halálbüntetés várt volna rá, mivel egy 2004-es törvénymódosítás megváltoztatta a lőszerrel és robbanóanyaggal való visszaélés büntethetőségének elévülési idejét. Kirisima esetében az elévülés csak 2029-ben történt volna meg. Felmerült azonban, ha Kirisima esetleg a szökése alatti időben nem tartózkodott Japánban, akkor jogi szempontból mégis érvényes lehetett volna tettének elévülése, már jóval halála előtt. A cég, amelynek alkalmazásában évekig állt, ugyanis gyakran küldte külföldre a náluk álnéven dolgozó Kirisimát.
Szatosi január 29-én reggel végül elhunyt. Fél nyolc után nem sokkal hivatalosan is megerősítették halálhírét. A férfi még élő rokonai megtagadták holttestének átvételét, ezért Szatosit állami költségen elhamvasztották. Ha a hamvakért nem jelentkezik senki, akkor egy ismeretlen személyazonosságú halottaknak fenntartott temetőben helyezik végső nyugalomra.